# Йохан Максимилиан II фон Херберщайн
Йохан Максимилиан II фон Херберщайн (на немски: Johann Maximilian (II) Graf von Herberstein; † 1679) е граф на Херберщайн в Източна Щирия, фрайхер на Нойберг и Гутенхаг. Той е ландесхауптман на Каринтия, от 1675 г. ландесхауптман на Щирия.

## Биография
Той е четвъртият син (от девет деца) на граф Йохан Максимилиан I фон Херберщайн (* 1601; † 19 май 1679/1680) и първата му съпруга Елеонора Катарина фон Бройнер (* 1597; † 1651/1653), дъщеря на фрайхер Ханс Якоб фон Бройнер (* 28 февруари 1566; † 11 септември 1606) и фрайин Рената Магдалена фон Прайзинг (* 1570; † 28 юли 1602). Внук е на фрайхер Бернхардин II фон Херберщайн (* 1566; † 30 юли 1624) и Маргарита ди Валмарана. Потомък е на Ото фон Херберщайн (* ок. 1260). Брат е на генерал-майор граф Йохан Фердинанд фон Херберщайн (* 1640; † 1675).
Баща му се жени втори път за Сузана Елизабет фон Галер-Швамберг, издигнат е на имперски граф през 1644 г., ландесхауптман е на Щирия и фрайхер на Нойберг и Гутенхаг.
Фамилията се нарича на техния дворец Херберщайн, през 1537 г. е издигната на имперски фрайхерен, през 1644 г. на австрийски наследствени графове и през 1710 г. на имперски князе. Дворецът Херберщайн в Щирия е над 700 години собственост на фамилията (21. генерация) от 1290 г. до днес.

## Фамилия
Йохан Максимилиан фон Херберщайн се жени на 18 юни 1656 г. в Хофбург, Виена, за Анна Магдалена Елизабет фон Тун и Хоенщайн, дъщеря на граф Йохан Зигизмунд фон Тун и Хоенщайн (1594; † 29 юни 1646) и графиня Барбара фон Тун-Калдес († 1618) или на графиня Анна Маргарета фон Волкенщайн († 1635). Тя е по-малка сестра на кардинал Гуидобалд фон Тун и Хоенщайн (1616 – 1668), княжески архиепископ на Залцбург (1654 – 1668). Те имат седем деца:
- Йохан Макс Гуидобалд фон Херберщайн
- Йохан Ернст Фердинанд фон Херберщайн
- Мария Катарина фон Херберщайн, омъжена за Йохан Ернст Пургщал
- Мария Анна фон Херберщайн (* ок. 1660; † 1 февруари 1726), омъжена 1678 г. за княз Йохан Фердинанд фон Ауершперг (* 29 септември 1655; † 6 август 1705)
- Мария Анна Франциска фон Херберщайн, омъжена за Рудолф Фридрих Фердинанд Шратенбах
- Мария Анна Феличе фон Херберщайн († 1682), омъжена за граф Йохан Фридрих фон Розенберг (* 7 септември 1654; † 18 ноември 1723)
- Мария Анна Елизабет фон Херберщайн († 1740), омъжена за граф Йохан Максимилиан фон Кюенбург (* 20 август 1658; † 19 септември 1711)